# Giorgio Canuto
Giorgio Canuto (Torí, 3 de juny de 1897 – 29 d'octubre de 1960) va ser un acadèmic de medicina legal i també esperantista italià.
Diplomat en medicina i jurisprudència, va ser el trentè rector de la Universitat de Parma (1950-1956). Va publicar articles científics a revistes internacionals, com Internacia Medicina Revuo i Scienca Revuo.
Canuto es va interessar per la llengua auxiliar internacional esperanto a partir del 1925. Va començar aviat a ensenyar la llengua, i va esdevenir president del grup esperantista de Torí. En el 1929-30 va realitzar un curs d'esperanto per ràdio, a Torí. Va ser president de la Federació Esperantista Italiana (1950-1960) i de l'Associació Universal d'Esperanto (1956 - 1960). En el seu honor es va crear la Fundació Canuto, que facilita l'adhesió a l'associació mundial esperantista a les persones que venen de països econòmicaments desfavorits. També en el seu honor la Universitat de Parma atorga anualment el premi Giorgio Canuto a la millor tesi de llicenciatura d'interlingüística i esperantologia.